# Škofija
Škofija je večja upravna enota v krščanski Cerkvi, na čelu katere je škof. Manjše enote so župnije, na čelu katerih so župniki. Več župnij je lahko združenih v dekanije, katere vodijo dekani.

## Sufraganska škofija
V določenih obdobjih, zlasti v Srednjem veku, so nekateri škofje ali patriarhi na ozemlju svoje cerkvene pokrajine sami ustanavljali podrejene t.i. sufraganske škofije, jim določali meje, pogosto v dogovorih z lokalnimi oblastniki ali celo samostojno in samovoljno. Sami so celo imenovali škofe teh sufraganskih škofij, zlasti če so imeli tudi posvetno oblast nad določenimi ozemlji (npr. Oglejski patriarhat (od 6. stoletja do 1751) je bil tudi fevd Svetega rimskega cesarstva). Podobno je bilo tudi v zvezi z ustanovitvijo Lavantinske škofije, prednice sedanje Mariborske nadškofije.
Po drugem vatikanskem koncilu je poimenovanje »sufraganska« le formalnega, naslovnega oz. zgodovinskega pomena, saj odtlej ne obstaja več nikakršna dolžnost ali pravica med metropolijo in povezanimi škofijami. Ostala je le pravica in dolžnosti metropolita, da nadomesti škofa v določenih funkcijah, ki bi jih slednji ne zmogel opraviti, na primer imenovanje apostolskega (škofijskega) upravitelja ali občasni obisk (vizitacija) župnij v škofiji.

## Evangeličanska škofija
Poleg rimokatoliških škofij je v Sloveniji tudi evangeličanska škofija (Evangeličanska cerkev augsburške veroizpovedi), katere sedež se seli glede na kraj službovanja trenutnega škofa.

## Nadškofija in metropolija
Pomembnejše škofije so bile v nadškofijo povzdignjene zaradi svoje zgodovinske, pastoralne ali geografske pomembnosti. Nadškofijo vodi nadškof, ki ima škofu enake pristojnosti, le da nosi višji naslov. 
Metropolija je cerkvena pokrajina, ki vključuje eno (metropolitansko) nadškofijo in njej podrejene (običajne) škofije. Metropolit je škof z nazivom nadškofa, ki mu je zaupano vodenje cerkvene pokrajine. Metropolit ima simbolno in koordinacijsko vlogo, nima pa pa neposredne oblasti nad v metropolijo vključenimi škofijami.

### Metropolije v Sloveniji
Slovenija ima dve cerkveni pokrajini (metropoliji), vsaka s svojo nadškofijo.
- Ljubljanska metropolija (ustanovljena na podlagi Apostolske konstitucije »Ecclesiae univesae« papeža Pavla VI. iz 1968) sedaj obsega Nadškofijo Ljubljana, ki je metropolitanska škofija, ter Škofijo Koper in Škofijo Novo Mesto.
- Mariborska metropolija (ustanovljena na podlagi Apostolske konstitucije »Ad maiori spirituali bono« papeža Benedikta XVI. iz 2006) sedaj obsega Nadškofijo Maribor, ki je metropolitanska škofija, ter Škofijo Celje in Škofijo Murska Sobota.